# Шавеш (футбольний клуб)
«Шавеш» (порт. Grupo Desportivo de Chaves) — португальський футбольний клуб з міста Шавеш, заснований 1949 року. Виступає у Прімейра-Лізі Португалії. Домашні матчі проводить на місцевому Муніципальному стадіоні, який вміщує 12 000 глядачів.

## Історія
Футбольний клуб «Шавеш» було засновано 27 вересня 1949 року. «Шавеш» в Португалії вважається досить досвідченою, адже команда не один сезон провела в Прімейра-Лізі та грала в Кубку УЄФА сезону 1987-88. Найуспішнішими для клуба стали сезони 1986-87 та 1989-90, коли команда займала 5-те місце в чемпіонаті. В сезоні 1992-93 «Шавеш» вилетів до Сегунда-Ліги. В сезоні 2009-10 команда стала фіналістом Кубка Португалії.

## Досягнення
Кубок Португалії
- Фіналіст (1): 2009–10